# 安新县
安新县是河北省保定市下辖的一个县，位于保定东部。面积726平方公里，其中大约1/3面积是水域，整个白洋淀除了东部沿岸外，全部在安新县辖区内。县人民政府驻安新镇育才路。
由于地处白洋淀，旅游业发展迅速，此外在陆地区域乡镇工业有相当的规模。

## 历史沿革
金大定二十八年（1188年）移安州治葛城（今安州镇），并升葛城为县；泰和四年（1204年）以浑埿城（今安新镇）为渥城县，泰和八年（1208年）移安州治渥城县。元改渥城县为新安县，安州还治葛城县，新安县仍隶于安州。明省葛城县入安州，新安县仍属安州。清道光十二年省新安县入安州。民国二年改安州为安县，民国三年改为安新县。1950年4月，安新县城由安州迁至安新。现属河北省保定市。

## 行政区划
安新县下辖9个镇、4个乡：
安新镇、大王镇、三台镇、端村镇、赵北口镇、同口镇、刘李庄镇、安州镇、老河头镇、圈头乡、寨里乡、芦庄乡和龙化乡。

## 人口
根據第七次人口普查數據，截至2020年11月1日零時，安新縣常住人口為453723人。

## 交通
- 230国道、 336国道过境。